# Horace Aylwin
Horace Aylwin, född 1 oktober 1902, död 25 juli 1980, var en friidrottare från Kanada. Han deltog vid olympiska sommarspelen 1924.